# Al-Muharraq Sports Club
O Al-Muharraq Sports Club, mais conhecido como Muharraq Club (em árabe: نادي المحرق العربي) é o mais antigo clube desportivo da ilha de Muharraq na região do Golfo Pérsico. Ele ganhou 34 vezes o Campeonato do Bahrein de Futebol sendo o maior campeão de todos os tempos. Além de conter a equipe futebolística o Muharraq também têm outras sessões desportivas, assim como o voleibol e o basquetebol.

## História
O Al-Muharraq S.C. foi fundado no ano de 1928, na Ilha de Muharraq. Seu estádio é o Al-Muharraq Stadium, uma das arenas desportivas mais antigas do Bahrein com capacidade para 20.000 torcedores.
Este clube têm, ultimamente, revelado as maiores estrelas da Seleção Nacional do Bahrein, assim como o capitão da seleção Mohamed Salmeen, Rashid Al Dossary, Ali Amer, Ebrahim Al Mishkas e o veterano goleiro Ali Hassan.
A Academia da Juventude Muharraq é um dos mais bem-respeitados CT's da região do Golfo Pérsico e hoje, serve a seleção de base do Muharraq. Esse mesmo CT revelou grandes craques do Al-Muharraq como Abdulla Adnan Al Dikheel, Mahmood Abdulrahman, Ebrahim Al Moqola, Ahmed Al-Mehza, Fahad Shuwaiter (Jaquar), Hussam Humood Sultão, e Abdulla Al-Ka'bi.
Na temporada 2005/2006 o Muharraq trouxe jogadores estrangeiros à equipe, que acabaram por se adaptar e foram considerados pela maioria, uns dos melhores jogadores em atividade no Bahrein.
Os principais jogadores trazidos à equipe foram: o brasileiro Leandson Dias da Silva (mais conhecido como Rico); o francês Richard; e o bósnio Adnan Sarajlic. Além do zagueiro brasileiro Julliano de Paula e o também zagueiro marroquino Jamal Brarou.
A temporada 2008 foi uma das melhores da história do Muharraq, pois conseguiu a proeza de conquistar os 4 títulos possíveis a ele: o Campeonato Nacional, a Copa do Rei do Bahrein, a Copa do Príncipe do Bahrein e a Copa dos Campeões da AFC, tornando-se a primeira equipe do Bahrein a conquistar um título continental. O brasileiro Rico ainda chegou a ganhar o prêmio de melhor marcador da Copa dos Campeões da AFC de 2008 com 19 gols marcados.

## Títulos

### Internacionais
- Copa dos Campeões da AFC: 1 (2008)

### Nacionais
- Campeonato do Bahrein de Futebol: 35 (1957, 1958, 1960, 1961, 1962, 1963, 1964, 1965, 1966, 1967, 1970, 1971, 1973, 1974, 1976, 1980, 1983, 1984, 1986, 1988, 1991, 1992, 1995, 1999, 2001, 2002, 2004, 2006, 2007, 2008, 2009, 2011, 2015, 2018 e 2025)
- Copa do Rei (Bahraini King's Cup): 33 (1952, 1953, 1954, 1958, 1959, 1961, 1962, 1963, 1964, 1966, 1967, 1972, 1974, 1975, 1978, 1979, 1983, 1984, 1989, 1990, 1993, 1996, 1997, 2002, 2005, 2008, 2009, 2011, 2012, 2013 e 2016)
- Copa do Príncipe Herdeiro (Bahraini Crown Prince Cup): 5 (2001, 2006, 2007, 2008 e 2009)
- Taça Bahraini FA (Bahraini FA Cup): 2 (2005 e 2009)
- Super Copa Bahraini (Bahraini Super Cup): 2 (2006 e 2013)